# Hapag-Lloyd Executive
Die Hapag-Lloyd Executive GmbH (zwischenzeitlich auch Teil der Hapag-Lloyd Express GmbH) war eine deutsche Fluggesellschaft mit Sitz in Langenhagen.

## Geschichte
Die Hapag-Lloyd Executive wurde 1999 aus der Wiking Flight Service GmbH geformt, die schon zuvor seit 1983 Geschäftsflüge für die Preussag AG durchgeführt hatte. Der Flugbetrieb erfolgte als Mitglied des TUI Airline Managements sowohl für den TUI-Konzern als auch für externe Unternehmen.
Im März des Jahres 2013 entschied man sich, eine Challenger 604 zum Verkauf anzubieten und die zugehörige Besatzung zu entlassen; Kostensenkungen im Bereich des Vorstandes galten als erklärtes Ziel. Die andere Challenger 300 betrieb man zu diesem Zeitpunkt für den Energiekonzern E.ON.
Die Gesellschaft trat anschließend nicht mehr nennenswert in Erscheinung: Nicht nur wurde die Internetseite abgeschaltet und das Unternehmen von der Liste der steuerfreien Luftfahrtumsätze gestrichen, auch ist das Luftverkehrsbetreiberzeugnis erloschen.

## Flugziele
Die Gesellschaft bot von ihren Standorten in Hannover, Düsseldorf und München Flüge zu weltweiten Zielen.

## Flotte
Die Flotte der Hapag-Lloyd Executive setzte sich im März 2013 aus den folgenden zwei Flugzeugen zusammen:
| Flugzeugtyp               | Anzahl | Luftfahrzeugkennzeichen |
| ------------------------- | ------ | ----------------------- |
| Bombardier Challenger 300 | 1      | D-BCLA                  |
| Bombardier Challenger 604 | 1      | D-AHLE                  |
| Gesamt                    | 2      |                         |

Zuvor betrieb man ebenfalls eine Cessna Citation XLS (D-CTLX), eine Cessna Citation Bravo 550 (D-CHAN), einen Learjet 60 (D-CHLE), eine weitere Bombardier Challenger 604 (D-AHEI) sowie eine IAI 1125 Astra (D-CCAT).